# Айнур Елгюнеш
Айнур Елгюнеш (пълно име: Айнур Телман гъзъ Гамбарова; (азерб. Aynur Telman qızı Qəmbərova), родена на 29 май 1975 г. в Агдам, Азербайджанска ССР) – азербайджанска журналистка и политическа затворничка. В периода 2005 – 2014 г. работи в известни вестници като Gündəliк Azərbaycan, Yeni Müsavat, Azadlıq и Bizim Yol.
От април 2014 г. работи в Meydan TV. Към 2025 г. е главен редактор на Meydan TV.
На 6 декември 2024 г. е арестувана в рамките на наказателно дело, образувано срещу журналисти от Meydan TV. На 8 декември с решение на районния съд в Хатаи спрямо нея е наложена мярка за неотклонение „задържане под стража“. На нея и другите арестувани по същото дело са повдигнати обвинения по член 206.3.2 от Наказателния кодекс на Азербайджан (контрабанда, извършена от организирана група по предварителна уговорка). Айнур Елгюнеш отхвърля обвиненията и свързва ареста си изцяло с професионалната си журналистическа дейност.
Тя се намира в Бакинския следствен изолатор на Пенитенциарната служба към Министерството на правосъдието.